# ニューあかしあ
ニューあかしあは、新日本海フェリーが運航していたフェリー。

## 概要
フェリーあかしあの代船として石川島播磨重工業で建造され、1988年7月16日より舞鶴～小樽航路に就航した。フェリーらいらっくの準同型船となっており、就航当時トン数と全長で日本最大のカーフェリーだった。
2004年7月、はまなす、あかしあの就航により引退、海外売船された。
ギリシャのエンデバー・ラインズが購入、IONIAN GLORYと改名して就航した。2005年以降はIONIAN QUEENとして運航されたが、2012年にエンデバー・ラインズの倒産により運航を停止。その後2015年にヘレニック・シーウェイズによりNISSOS SAMOSとして再就航し2018年時点では後部デッキが増設された形でピレウス - ヒオス島 - レスボス島航路に就航している。

## 船内
ナビゲーションデッキ
- スイートルーム - 2名×2室、4名
- 特等 ツイン - 2名×16室、32名
- 特等 和室 - 2名×2室、4名
- メインラウンジ
- バーコーナー
- スポーツデッキ

Aデッキ
- 1等（ツイン） - 2名×4室、8名
- 1等（2段ベッド） - 4名×31室、124名
- 1等（和室） - 2名×2室、4名
- フォワードラウンジ
- 浴室
- レストラン
- プロムナード
- グリル
- コンベンションルーム
- スポーツルーム
- アスレティックジム
- プール

Bデッキ
- 2等寝台 - 32名×4室、28名×8室、352名
- 2等（和室） - 32名×6室、16名×2室、224名
- ドライバー室 - 12名×4室、48名
- ロビー
- インフォメーション
- 売店
- ビデオルーム
- TVコーナー
- ゲームコーナー
- マージャンルーム
- 浴室
- ドライバー浴室
- ドライバーゲーム室
- チルドレンルーム

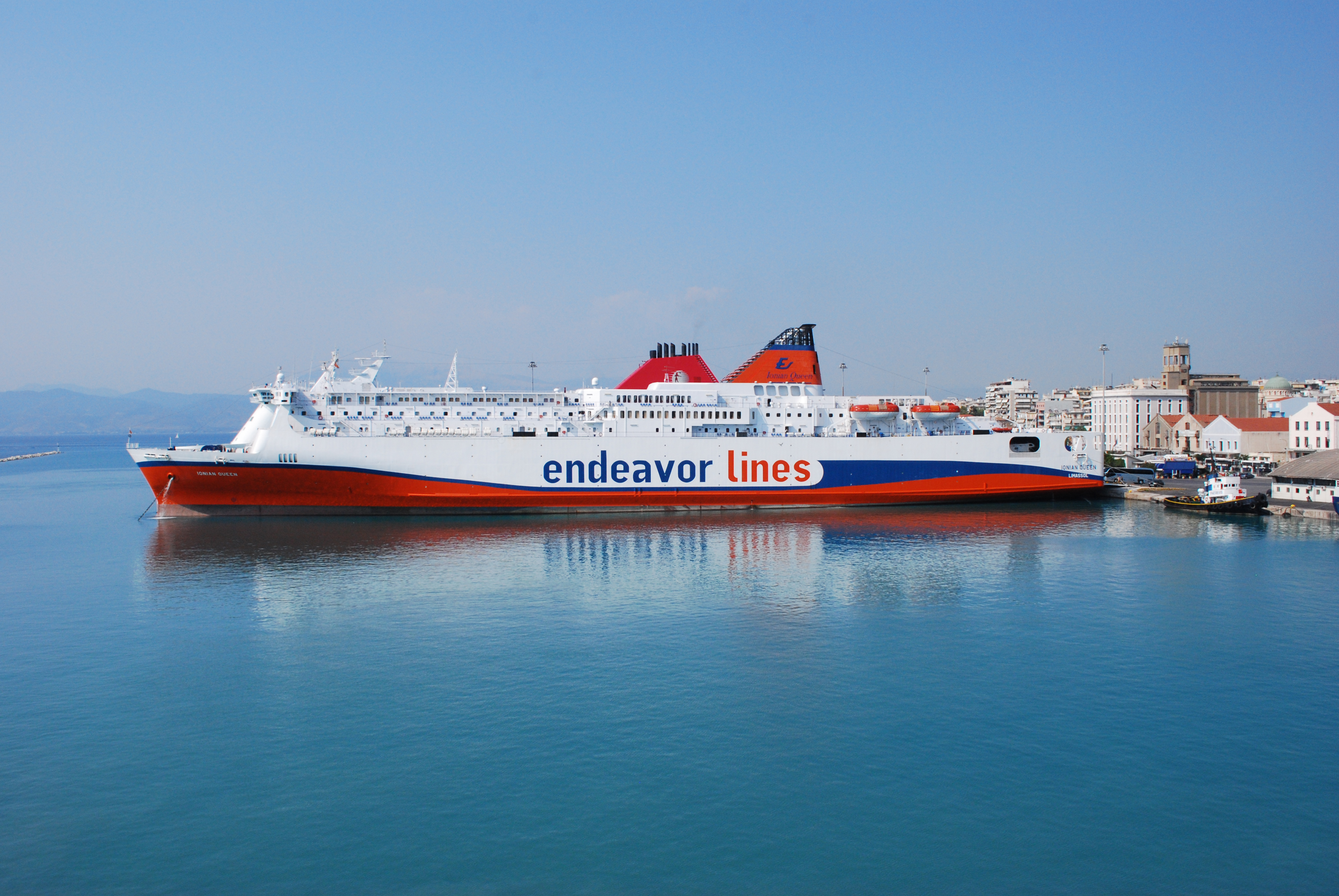
パトラ港（2009年8月3日）
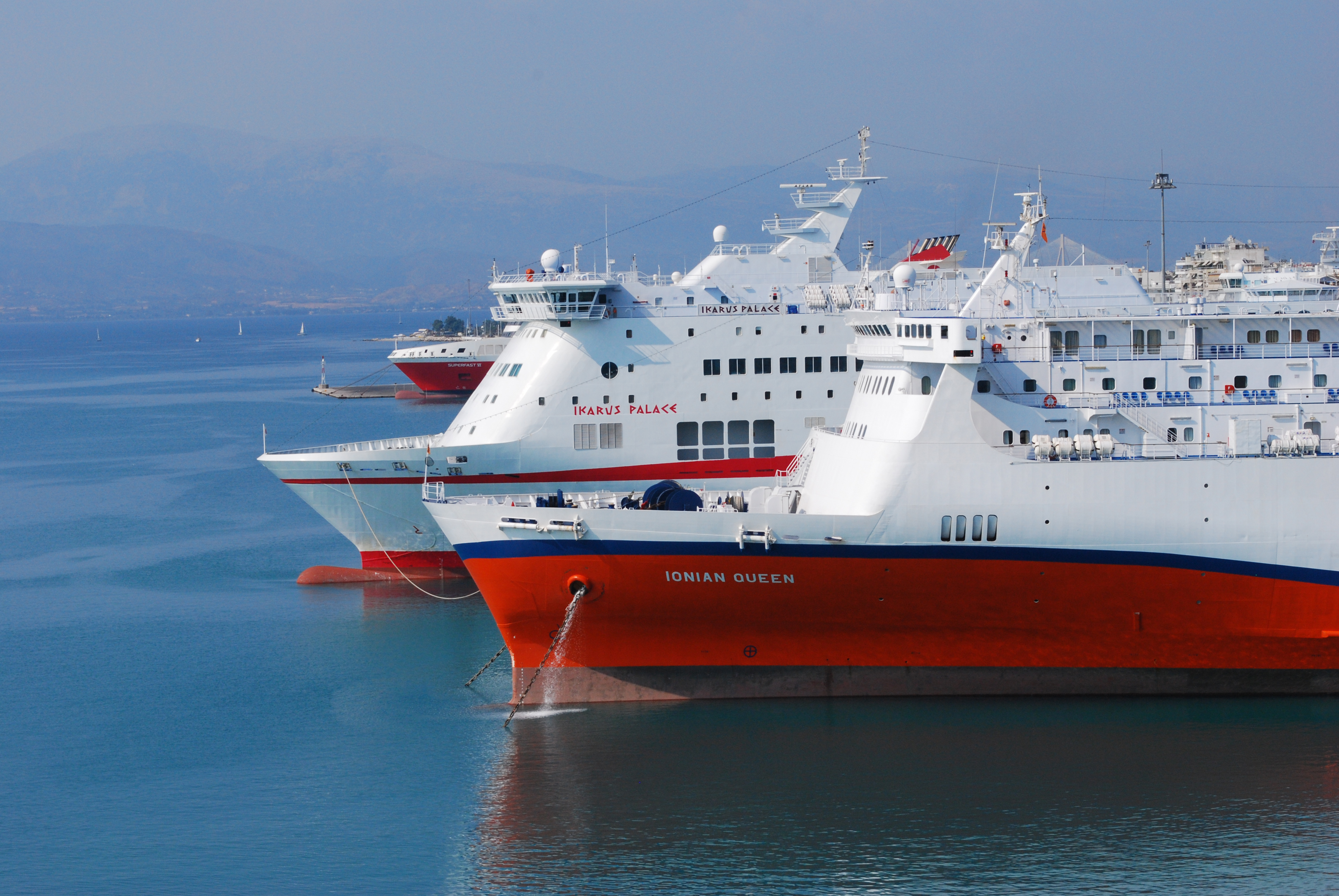
パトラ港（2009年8月3日）
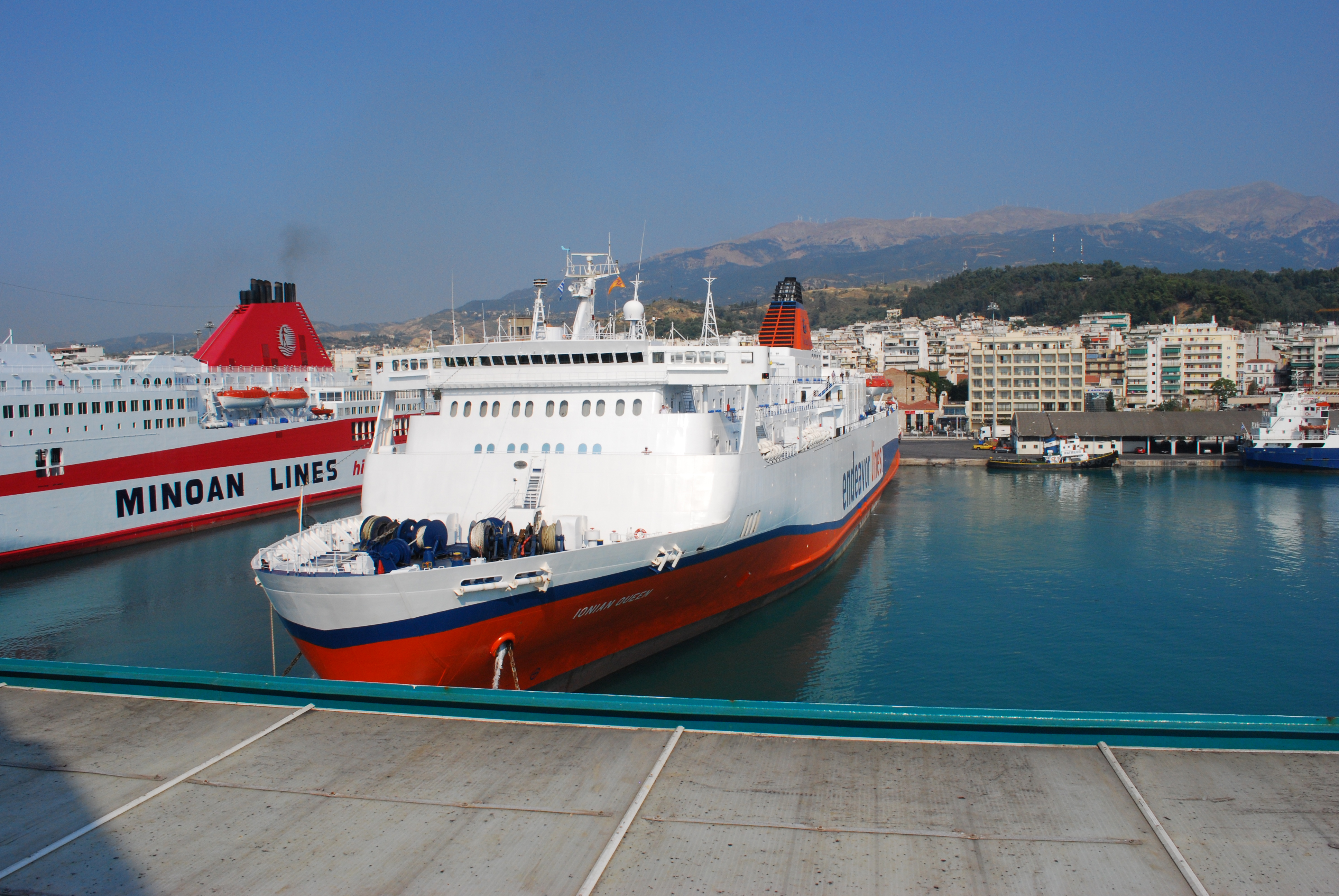
パトラ港（2009年8月3日）
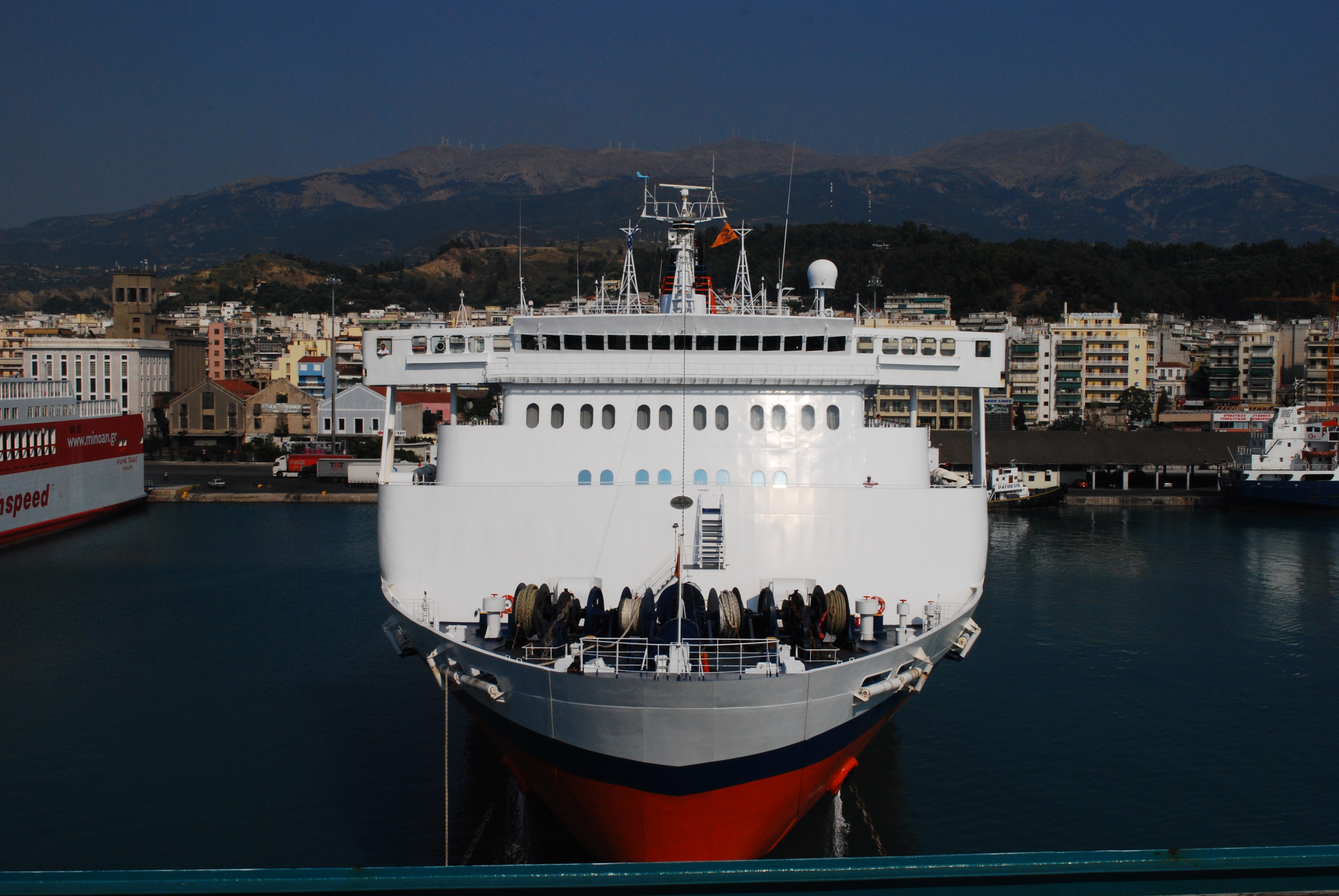
パトラ港（2009年8月3日）
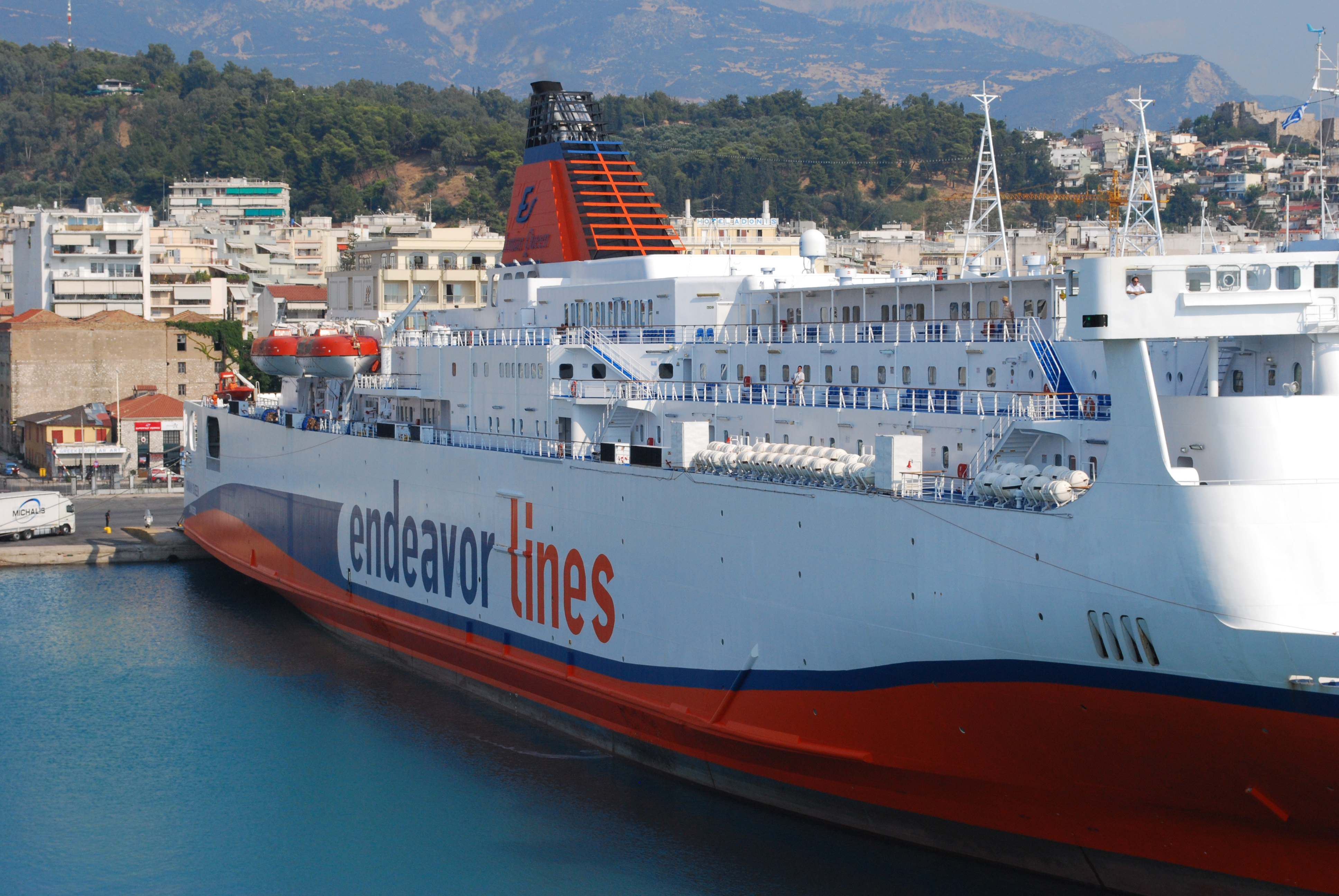
パトラ港（2009年8月3日）